# Manuel López de Azcutia

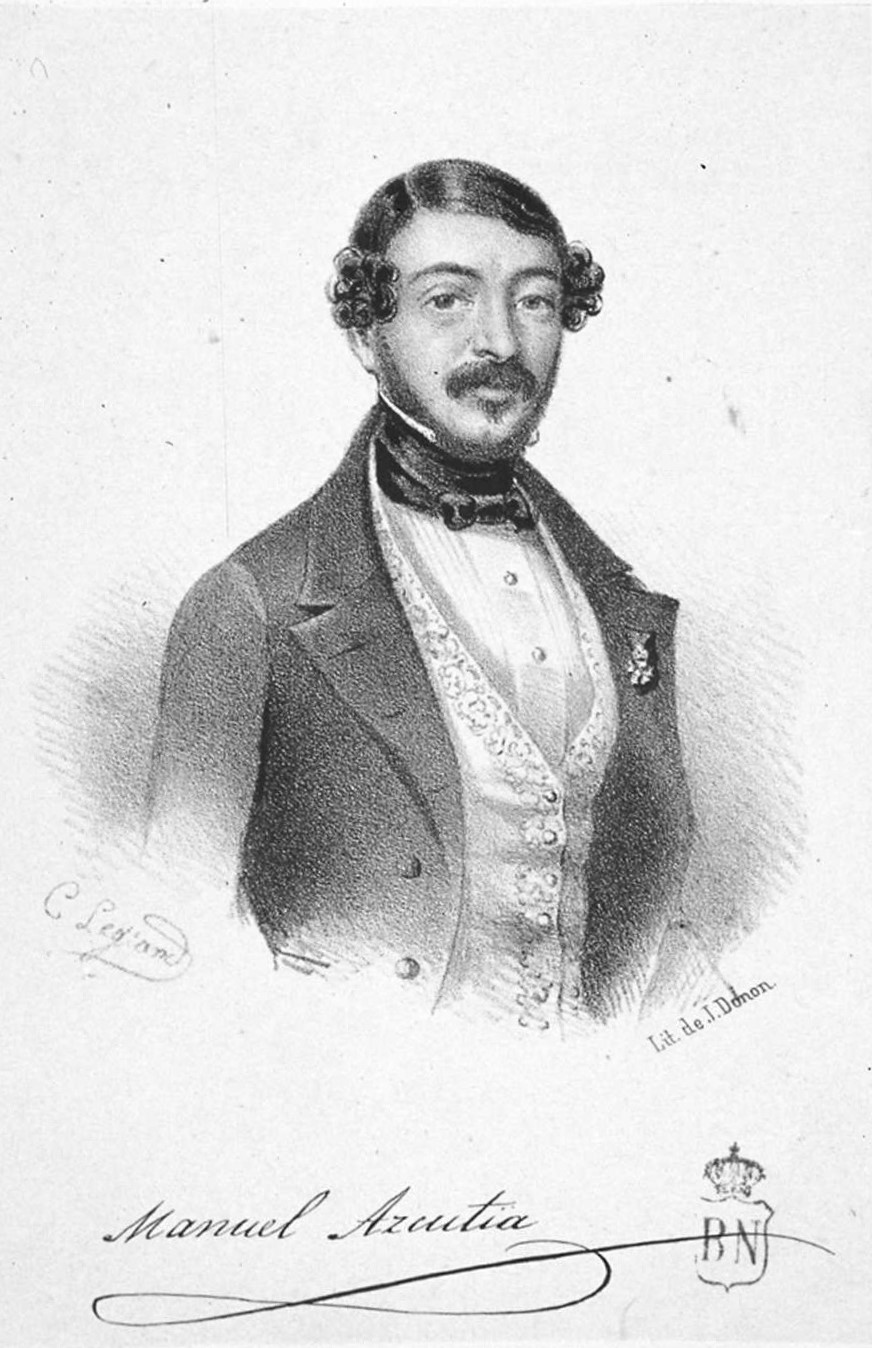
Retrato de Manuel Azcutia por dibujo de Luis Carlos Legrand; Litografía de J. Donon, Madrid, 1848. Biblioteca Nacional de España.

Manuel López de Azcutia (Carmona, 27 de octubre de 1815-Madrid, 15 de octubre de 1887), jurista, abogado, teniente fiscal del Tribunal Supremo, escritor de obras dramáticas y en verso y periodista español. Firmaba sus obras jurídicas y poéticas con solo el segundo apellido y como cronista taurino con el seudónimo Fierabrás.
Según José María de Cossío, asociado con Joaquín Simán, propietario de El Clarín, fundó en 1851 El Enano, revista taurina subtitulada «Periódico picante, burlón y pendenciero. Escribe de cuanto Dios crio, menos de política, que ni por el forro la conoce y de religión que es materia delicada». En su primer número, aparecido el 3 de marzo de 1851, se declaraba heredero «de la parte festiva y chismográfica del Clarín, periódico de toros que se publicaba en esta corte», al tiempo que se hacía cargo de sus suscripciones. Sus artículos no iban firmados. En 1854 adquirió la propiedad el abogado José Carmona y Jiménez y pasó a subtitularse «periódico de ciencias, artes, literatura y especialmente de loterías y tauromaquia».
En septiembre de 1854, «en los primeros y más tempestuosos días de la revolución», se incorporó a Las Cortes, subtitulado «periódico liberal independiente», para defender «las buenas doctrinas políticas y la dinastía de nuestra reina», según escribió en el número del 28 de febrero de 1856, despidiéndose de su director por verse obligado a ocuparse de otros trabajos.
En enero de 1884 le fue concedida la Gran Cruz de Isabel la Católica a propuesta del Ministerio de Gracia y Justicia.

## Fiscal en la causa contra José Agustín Argüelles y otros
Como fiscal del Tribunal Supremo le correspondió presentar el dictamen de la acusación en la apelación presentada ante la corte suprema por la defensa de José Agustín Argüelles, exgobernador de la jurisdicción de Colón en Cuba, y otros acusados, entre ellos varios funcionarios, policías y el párroco de Colón, condenados en 1865 en primera instancia a penas de cárcel y multa por los delitos de captura y tráfico de negros bozales y falsificación documental.
El caso objeto de litigio tuvo su origen el 6 de noviembre de 1863 con el desembarco en la playa Girón, en el distrito de Cienfuegos, de no menos de mil negros bozales transportados en el vapor Cicerón, propiedad de Julián Zulueta. Argüelles había sido advertido de ello previamente y, según su posterior explicación, se le habían ofrecido 3000 onzas por cada expedición que dejase pasar libremente. Decidió seguir el juego a los traficantes, para así obtener la mayor información posible, y la expedición pudo llegar hasta Agüica, el 12 de noviembre, momento en el que fueron detenidos los negreros y capturados los bozales, que quedaron a cargo de las autoridades. Pero su número exacto no se pudo determinar, lo que originaría el proceso. Domingo Dulce, capitán general de la isla, ordenó el traslado a La Habana de los esclavizados para ser registrados en el depósito de emancipados, pero si en un primer momento Argüelles había contabilizado 1105, un recuento posterior los reducía a 1005. Aparentemente Argüelles empleó a algunos de los bozales para recompensar a los que habían participado en la captura y saldar deudas. En marzo de 1864 Argüelles viajó a Nueva York comisionado para adquirir el periódico La Crónica, y fue entonces cuando estalló el escándalo al informar el New York Herald del supuesto enriquecimiento de Argüelles al vender en su provecho parte de los negros capturados. Aunque no existía tratado de extradición, Abraham Lincoln, presidente de los Estados Unidos, a solicitud de Dulce decidió la entrega inmediata de Argüelles a las autoridades cubanas, lo que algunos medios dentro de los propios Estados Unidos interpretaron como un secuestro y violación del derecho de asilo. El 23 de mayo Argüelles se encontraba de nuevo en Cuba y preso en el Castillo del Morro, detención que hizo posible, a su vez, según Dulce, identificar y devolver la libertad a 86 de los bozales capturados e ilegalmente esclavizados. Con él fueron detenidos un grupo de individuos, algunos subordinados, que habrían colaborado con Argüelles, ya lo hiciesen directamente en el secuestro —plagio— y venta de los bozales o en la falsificación y destrucción de los libros de bautismo y fallecimiento, que hacía posible el encubrimiento del delito. El caso, sin embargo, presentaba matices que podían enturbiar su interpretación y resolución, comenzando por las relaciones de Zulueta con Dulce, algo que en su defensa Argüelles no dejó de señalar, o las circunstancias en que había sido extraditado desde Estados Unidos.
La sentencia, pronunciada el 8 de abril de 1865 en primera instancia por la Sala segunda de la Audiencia de La Habana, condenó, entre otras penas, a 19 años de cárcel a José Agustín de Argüelles y a penas menores al resto de los acusados. Apelada por la defensa ante la sala segunda del Tribunal Supremo, correspondió a Azcutia el dictamen fiscal.
El informe presentado por Azcutia el 1 de mayo de 1868 supuso la libertad bajo fianza de algunos de los acusados pero todavía no de Argüelles, al que, sin embargo y al decir de la prensa de la época, «de gran consuelo y satisfacción debe serle, que por tan ilustrado dictamen desaparezca moralmente la gravedad de la sentencia dictada en esta causa por la Audiencia de la Habana». La sentencia dictada por la sala segunda del Supremo «en la célebre y ruidosa causa contra el gobernador que fue de la isla de Colón, D. José Agustín de Argüelles y consortes», conocida a finales de octubre de 1868, con la rebaja de la condena a Argüelles a cinco años de prisión —casi enteramente cumplidos—, resultó en todo conforme con el dictamen de Azcutia y, conforme también con él, se elevó una exposición al Gobierno provisional para que la comisión que se encontraba redactando el Código civil para las provincias de Ultramar tuviese en cuenta el «delito de plagio de hombre libre por funcionario público, no definido ni penado antes de ahora».
En febrero de 1884 le correspondió por delegación especial el informe fiscal en la apelación ante la sala segunda del Tribunal Supremo de la causa contra diecisiete acusados de asesinato en el caso conocido como crimen de la Parrilla —el asesinato de Bartolomé Gago, joven campesino apodado el Blanco de Benaocaz—, relacionado con la represión de lo que se llamó la Mano Negra, en el que solicitó pena de muerte para quince de los procesados en la vista celebrada el 22 de marzo del mismo año.
Tras la sentencia del Supremo, por la que con arreglo a la petición fiscal se dictaron quince penas de muerte, informó favorablemente a la conmutación de la pena capital por la de presidio para varios de los encausados.

## Obras

### En verso
- Funciones reales: completa y detallada descripción de las celebradas en esta Corte con motivo del régio enlace de S.M. y A. / escrita en variedad de metros por Manuel Azcutia, Madrid, Imprenta de Rivadenyra y Comp., 1846. Relación en verso, dedicada a su madre María de las Mercedes Cansinos, de las fiestas celebradas en Madrid con motivo del matrimonio de Isabel II y Francisco de Asís de Borbón.[20]
- ¡Sopla que quema! Extravagancias poéticas. Madrid, Imprenta de don Francisco Sales de Fuentes, 1846.[21]
- La muerte de Jesús: poema épico, escrito y dedicado a Pío IX por____, Madrid, Imprenta de la Publicidad a cargo de M. Rivadeneyra, 1848.[22]
- Isabel de Borbón. Poema épico escrito y dedicado a S. M. la Reina por___, Madrid, Imprenta de la Publicidad a cargo de M. Rivadeneyra, 1849.[23]
- Un insulto personal o Los dos cobardes. Comedia en un acto, 2ª ed. Madrid, Vicente de Lalama, 1852.

### Jurídicas
- Derecho criminal: Sustanciación de los procesos, leyes, decretos y órdenes vigentes; observaciones al Código y exposición y explicación de casos prácticos dudosos, Madrid, M. Rivadeneyra, 1861.
- La jurisdicción real en su actual relación con las demás jurisdicciones privativas: Casos de fuero y desafuero, en materia criminal, según las disposiciones vigentes y decisiones del Tribunal Supremo de Justicia, Madrid, M. Rivadeneyra, 1865.
- Causa contra el teniente gobernador que fue de Colón, D. José Agustín Argüelles, y consortes, por plagio de negros y falsedad: acusación en la segunda instancia ante el Tribunal Supremo de Justicia por el abogado fiscal del mismo, Manuel Azcutia, Madrid, Imprenta de C. Moliner y Compañía, 1868.[24]
- La Ley Penal: Estudios prácticos sobre la interpretación, inteligencia y aplicación del Código de 1870, en su relación con los de 1848 y 1850, con nuestras antiguas leyes patrias y con las principales legislaciones extrangeras, Madrid, Imprenta a cargo de Julián Peña, 1876.

### Taurinas
- [En colaboración con Joaquín Simán, Perogrullo]: Fastos tauromáquicos: historia verdadera de todas las corridas de toros ejecutadas en la plaza de toros de Madrid durante el presente siglo, biografías y retratos de los lidiadores más notables .../... por Perogrullo y Fierabrás, Madrid, Imprenta del Siglo, 1846.[25]
- Historia de la plaza de toros de Madrid, Memorias de un aficionado y revistero de toros, Madrid, 1885

Azcutia escribió, además, una novela «joco-seria-político-amorosa» titulada La crisis ministerial o La camarista de la reina que, según informaba el diario Las Cortes del 24 de septiembre de 1856, presentó en su elegante casa de recreo en Carabanchel a algunos amigos, leyéndoles párrafos escogidos de ella. A pesar de los calurosos elogios del diario la novela quedó al parecer sin publicar y el manuscrito es propiedad de la Real Academia Española por haberlo presentado con el lema «Ab igne censorum libera me, domine», al certamen de novela de 1865 cuyo tema era «Novela original no histórica, de costumbres españolas».